# Lac Dubuc
Lac Dubuc är en sjö i Kanada.   Den ligger i regionen Côte-Nord och provinsen Québec, i den östra delen av landet, 600 km nordost om huvudstaden Ottawa. Lac Dubuc ligger 393 meter över havet.
I omgivningarna runt Lac Dubuc växer i huvudsak barrskog. Trakten runt Lac Dubuc är nära nog obefolkad, med mindre än två invånare per kvadratkilometer.